# Нойендорф (Эльмсхорн)
Нойендорф (нем. Neuendorf, н.-нем. Neendörp bi Elmshoorn) — коммуна в Германии, в земле Шлезвиг-Гольштейн.
Входит в состав района Штайнбург. Подчиняется управлению Херцхорн. Население составляет 902 человека (на 31 декабря 2010 года). Занимает площадь 15,78 км².
В центре населённого пункта расположена Тринитатишская церковь (нем. Trinitatiskirche), начало строительства — 16 век.
Между Нойендорфом и Зестером находится исторический паром Кронснест (нем. Fähre Kronsnest) на ручной тяге, с его помощью пешеходы и велосипедисты переправляются через Крюккау.